# 알렉산드라 파크
알렉산드라 파크(Alexandra Park, 1989년 5월 14일 ~ )는 오스트레일리아의 배우이다. 연속극 《홈 앤 어웨이》의 클라우디아 햄먼드 역과 E! 드라마 《더 로열스》의 일리노어 공주 역으로 알려져있다.

## 작품 목록
- 12피트 - 조나 역